# Golan Yosef
Golan Yosef, né le 24 mars 1984 à Gouda, est un danseur et acteur néerlandais. Il est choisi en 2010 pour incarner Dracula dans la comédie musicale Dracula, l'amour plus fort que la mort de Kamel Ouali.

## Biographie
Né d'une mère néerlandaise et d'un père israélien, Golan Yosef commence la danse à six ans. En 1994, Golan Yosef fait ses débuts à l’âge de dix ans à l'Académie Nationale de ballet d'Amsterdam d'où il sort diplômé en 2001. Il danse durant cette période dans différents spectacles avec Het Nationale Ballet. Il participe en 2001 sous les couleurs des Pays-Bas à l'Eurovision Young Dancers. Il forme à l'époque un duo avec Maartje Hermans dans le numéro Perfect Skin chorégraphié par Ed Wubbe (en), ils terminent en 3e position. Il rejoint le Scapino Ballet Rotterdam de 2001 à 2002. Il fait partie de la compagnie Ballet des jeunes d'Europe en 2002. Il part en 2004 pour Barcelone et travaille pendant trois ans pour l'une des compagnies espagnoles les plus importantes, Metros. Ramón Oller en est le directeur.
Le jeune homme néerlandais intègre en 2006 le Ballet national de Marseille comme danseur et chorégraphe. Il décroche alors le 1er prix de danse en solo à Stuttgart lors du Tanz Festival. En 2006, il fait ses premiers pas d'acteur dans le téléfilm américain Les Cheetah Girls 2. En tant que danseur et acteur, il interprète le rôle de Joaquín. En 2007, il entre à la Cedar Lake Contemporary Ballet de New York, une compagnie de danse contemporaine. En 2008, il apparaît dans la comédie espagnole No me pidas que te bese porque te besaré du réalisateur et auteur Albert Espinosa Puig, il y est acteur et chorégraphe. Il y joue le rôle de Marcos. Kamel Ouali le choisit en 2010 pour la comédie musicale Dracula, l'amour plus fort que la mort. Durant neuf mois de représentations, il incarne le rôle-titre aux côtés de Nathalie Fauquette, Ginie Line et Anaïs Delva entre autres. Il fait une apparition comme danseur dans le film de science-fiction américain L'Agence de George Nolfi en 2011. En 2013, il participe à l'émission de TF1 Splash : le grand plongeon.
En 2014, il joue dans le court-métrage Ik ben de enige de Barbara Makkinga. Il est à l'affiche du spectacle musical Love Circus aux Folies Bergère à Paris dont la première a lieu le 28 octobre 2014. C'est sa première expérience alliant le chant. Le rideau tombe sur cette production le 25 janvier 2015 avant son retour, toujours aux Folies Bergère, le 11 février 2016. En avril 2014, il apparaît dans le clip de la chanson Donne-moi le la interprétée par Maude featuring Big Ali et sur le plateau de la demi-finale de la quatrième saison de The Voice, la plus belle voix. Il effectue un solo chorégraphique avant de rejoindre la candidate Anne Sila qui chante My Immortal d'Evanescence. 
Il intègre le casting de Cats en français au Théâtre Mogador en représentations dès le 1er octobre 2015 dans le rôle de Rum Tum Tugger.
En juin 2015, Golan est choisi pour interpréter le rôle du Duc de Buckingham dans la comédie musicale Les Trois Mousquetaires jouée au Palais des sports de Paris dès l'automne 2016.
Il chorégraphie en 2017	le spectacle Gravitationnelle de Rachida Khalil au Théâtre du Gymnase Marie-Bell.

### Spectacles
- 2006 : Metapolis II, chorégraphie et conception de Frédéric Flamand, pour le Ballet national de Marseille
- 2011-2012 : Dracula, l'amour plus fort que la mort : Comte Dracula
- 2014-2015 : Love circus
- 2015-2016 : Cats : Rum Tum Tugger
- 2016-2017 : Les Trois Mousquetaires : Duc de Buckingham
- 2017 : Gravitationnelle, de Rachida Khalil, chorégraphie de Golan Yosef
- 2024 : Starmusical, de David Alexis : Lui-même

### Filmographie
- 2006 : Les Cheetah Girls 2 : Joaquin
- 2008 : No me pidas que te bese porque te besaré d'Albert Espinosa Puig : Marcos
- 2011 : L'Agence de George Nolfi
- 2014 : Ik ben de enige (court-métrage) de Barbara Makkinga : danceur
- 2015 : Les Garçons de chambre de Julien Lazzaro

### Clip
- 2014 : Donne moi le la de Maude Harcheb et Big Ali

### Télévision
- 2013 : Splash : Le Grand Plongeon : Candidat (10e) TF1
- 2015 : The Voice : La Plus Belle Voix quatrième saison : danseur TF1